# Crown and Council
Crown and Council est un jeu vidéo de stratégie au tour par tour au rythme rapide développé par un employé de Mojang, Henrik Pettersson. Le jeu est à la fois annoncé et mis à disposition gratuitement comme une surprise sur Steam le 22 avril 2016.

## Système de jeu
Le jeu donne au joueur la responsabilité de gérer une nation en guerre contre les autres nations sur une carte basée de tuiles. À chaque tour, le joueur gagne un revenu basé sur des tuiles conquises, et peut dépenser l'argent gagné à la conquête d'autres tuiles ou améliorer ses propres tuiles en construisant des structures comme des forts, des villages et des universités, qui offrent tous des bonus différents. Le joueur gagne une carte une fois qu'il a conquis chaque tuile. Il y a 75 cartes, avec la possibilité de cartes supplémentaires étant générées.

## Développement
Le jeu a été entièrement développé par Henrik Pettersson, un programmeur employé chez Mojang, en 72 heures et a été inspiré par les jeux History of the World et Slay,,. Henrik Pettersson, créateur du jeu, a décrit le jeu comme "expérimental" et que tandis que Mojang reste "une entreprise de Minecraft faisant des choses pour Minecraft" et que la majeure partie du travail arrive dans l'environnement de Minecraft, les développeurs ont le droit de prendre un peu de temps pour travailler sur leurs propres idées. Comme un projet de passe-temps, Crown and Council n'a pas été à l'origine destiné à la sortie publique.
Il s'agit du premier jeu développé par Mojang à sortir sur Steam, bien que Mojang ait publié Cobalt, en février 2016, un jeu développé par Oxeye Game Studio. La sortie sur Steam a été à l'origine suggérée par le producteur de Mojang, Daniel Kaplan, notant que la société mère de Mojang, Microsoft, ne s'est pas interposée pour la sortie du jeu sur Steam.
Henrik Pettersson a sorti une mise à jour en janvier 2017 qui ajouté une campagne à 99 cartes et la génération procédurale et des améliorations mineurs. Le changement le plus important était dans les calculs affectant l'attaque et la défense de territoires : l'élément "d'incohérence" a été enlevé et "l'attrition" a été ajoutée, signifiant que laisser tomber des attaques améliorent la chance de réussite d'attaques futures. Cette mise à jour ajoute la compatibilité pour macOS et Linux.

## Accueil
Crown and Council a été décrit comme un jeu rapide, minimaliste jeu de stratégie qui rappelle le jeu de société Risk ou bien le jeu vidéo Civilization,.
Il reçoit la note de 5+/10 du magazine CD-Action
Sur Steam, il a reçu des critiques mitigées des joueurs.